# Шатрово (Гур'євський міський округ)
Шатрово (рос. Шатрово) — селище Гур'євського міського округу, Калінінградської області Росії. Входить до складу Храбровського сільського поселення.
Населення — 61 особа (2015 рік).

## Населення
| 2002 | 2010 |
| ---- | ---- |
| 68   | ↘61  |